# Bulgaralpine

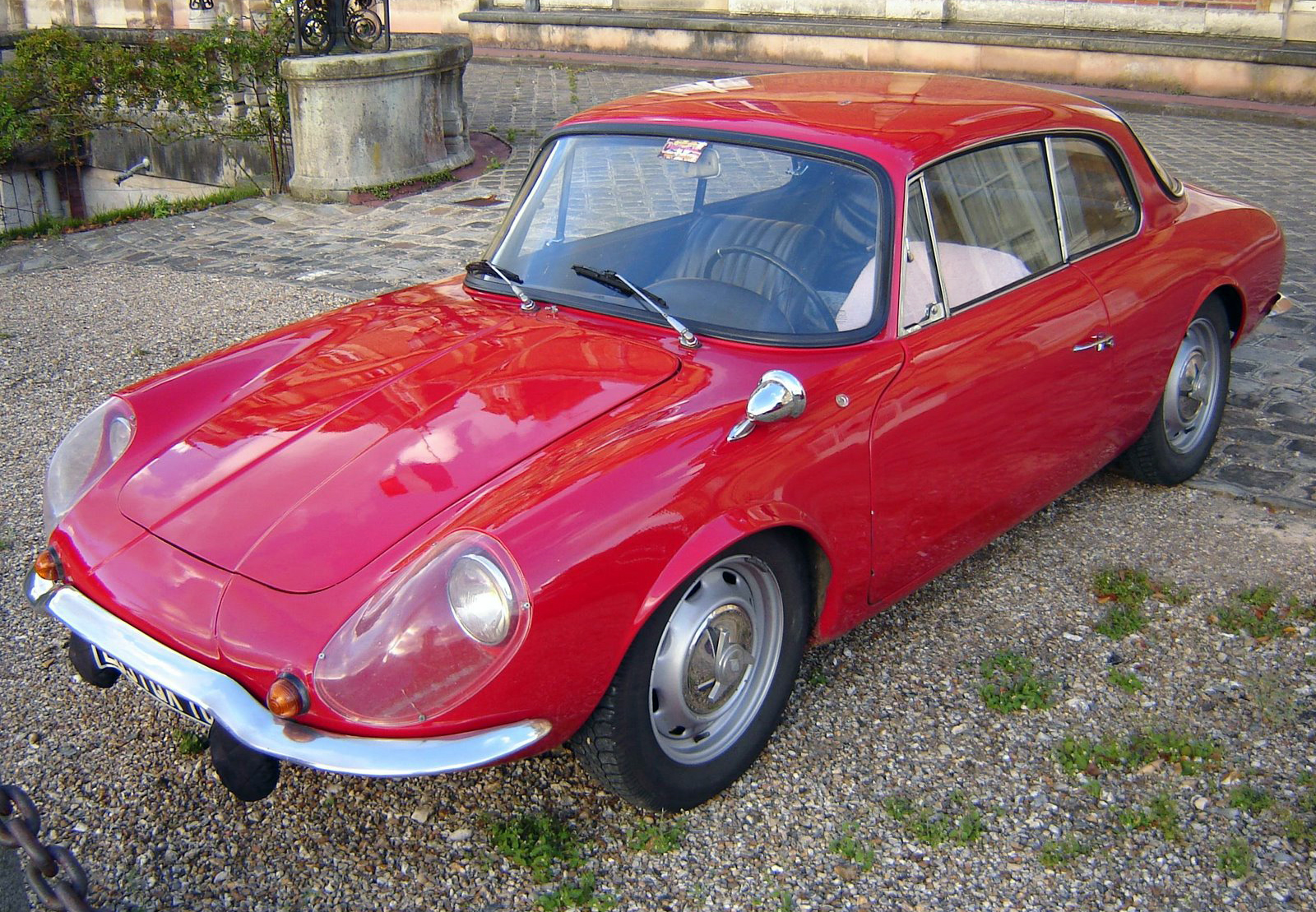
Bulgaralpine GT 4

El Bulgaralpine es un automóvil deportivo que fue producido en Plovdiv, Bulgaria, como resultado de la colaboración entre Alpine, ETO Bulet (una organización de comercio exterior búlgara) y SPC Metalhim. La producción duró dos años, de 1967 a 1969.

## Los comienzos
A fines de 1966 el fundador de Alpine, Jean Rédélé, llegó a Sofía, capital de Bulgaria, invitado por la ETO Bulet. Bulet había ya iniciado, en colaboración con Renault, el ensamblaje del Bulgarrenault, y buscaba hacer lo mismo con Alpine. Mientras estaba en Bulgaria a Rédélé le fue presentado el famoso corredor búlgaro Iliya Chubrikov, quien pudo probar el Alpine A110 en la autopista circunvalación de Sofía, aún en construcción en aquel entonces. Sobre la base de la buena impresión que generó su automóvil, Rédélé hizo una atractiva oferta de colaboración a los búlgaros, y a principios de 1967 mandó a Bulgaria varios de sus motores de 1000 cc., un par de los cuales fueron instalados en carrocerías de Bulgarrenault 8. Más tarde ese mismo año, Iliya Chubrikov ganó el Rally Transbalkania. Poco después de eso, Rédélé envió su equipo de ingenieros a Bulgaria con el fin de preparar el ensamblaje del Bulgaralpine y entrenar a un equipo búlgaro de especialistas automotrices. Iliya Chubrikov fue empleado por ETO Bulet para realizar un trabajo de gerente de producción de autos deportivos.

## Producción inicial y competición
Para fabricar las carrocerías de fibra de vidrio, Bulgaria compró la licencia del proceso productivo por 8 millones de francos franceses, lo que incluía la maquinaria y herramientas necesarias. La materia prima para la fibra de vidrio se importaba en un principio de Francia, pero luego provino de la Alemania Oriental y Polonia.
Los primeros Bulgaralpine fueron ensamblados a fines de 1967. En 1968, dos Bulgaralpine de competición, conducidos por los equipos de Iliya y Nikola Chubrikov, y el de Atanas Taskov y Atanas Agura, tomaron parte en el Rally de Monte Carlo por primera vez. Por razones de publicidad, ETO Bulet creó su propio equipo, compuesto por los hermanos Chubrikov, los hermanos Agura, Robert Kyurkchiev, Slavcho Georgiev y Atanas Taskov. Todos los Bulgaralpine de competición fueron sacados de servicio en 1978 y nunca participaron en otro rally.

## Producción final
A pesar de que el  Bulgaralpine tenía como objetivo ser usado por clubes deportivos y equipos de carrera, también contó con compradores dentro de otras esferas. Es así como el conocido director de cine Vassil Mirchev compró un Bulgaralpine para su uso personal, con el que viajó de Sofía al Festival de Cine de Cannes en 16 horas. El precio de uno de estos automóviles en 1969 era de 2800 leva.
El plan original era producir un Bulgaralpine al día, pero en la práctica es difícil saber cuantos fueron realmente fabricados. Algunas fuentes señalan que solo 60 autos fueron terminados, otras mencionan 120, 50 de ellos para exportación. Iliya Chubrikov menciona que habrían sido unos 100 autos los completados, ninguno de los cuales habría sido exportado.